# Distese dell'Old Crow
Le Distese dell'Old Crow (inglese: Old Crow Flats) sono un complesso di zone umide di 6.170 km² situato nello Yukon settentrionale (Canada), lungo il fiume Old Crow. Si trova a nord del Circolo polare artico e a sud del Mare di Beaufort, ed è quasi interamente circondato da montagne.
I siti archeologici nell'area mostrano alcuni dei più antichi insediamenti umani dell'America settentrionale.

## Sito
Il sito è protetto dalla Yukon Wildlife Ordinance e dal Migratory Birds Convention Act. Fu identificato come parte dell'inventario del Programma biologico internazionale e fu designato zona umida di importanza internazionale attraverso la Convenzione di Ramsar il 24 maggio 1982.
L'habitat è un'importante area di riproduzione per i mammiferi acquatici e i falchi pellegrini ed è usato anche per la muta estiva degli uccelli acquatici, nonché come sito di transito autunnale per varie specie di uccelli. Per questa ragione, è considerato un'area importante per gli uccelli e la biodiversità.
In base all'Accordo finale di Vuntut Gwitchin, l'estensione meridionale delle Distese dell'Old Crow (approssimativamente 7.785 km²) è classificata come un'"area di gestione speciale" (Special Management Area) dal governo dello Yukon; la porzione settentrionale è ora parte del Parco nazionale Vuntut. Le Distese dell'Old Crow contengono più di 2.000 stagni e paludi.

## Archeologia
"L'area include alcuni dei più ricchi siti archeologici della prima abitazione umana in America settentrionale". Più di 20.000 fossili sono stati raccolti nell'area, inclusi alcuni mai segnalati nell'America settentrionale.

### Fossili e manufatti
Molti fiumi dello Yukon settentrionale, compresi l'Old Crow e il Porcupine, mutarono corso in tempi relativamente recenti e si sono scavati la strada attraverso i depositi contenenti fossili. Come conseguenza, milioni di fossili furono erosi dalle scogliere e ridepositati nei nuovi letti fluviali.